# Peter Kanizij
Peter Kanizij, (latin. Petrus Canisius, s pravim imenom Pieter de Hondt), nizozemski katoliški teolog, * 8. maj 1521, Nijmegen, Nizozemska, † 21. december 1597, Fribourg. 
Peter Kanizij je ustanovil številne jezuitske kolegije. Predvsem pa je bil pomemben pridigar in predstavnik protireformacije ter pisec Velikega katekizma (lat.: Summa doctrinae christianae) (1555), Malega katekizma (1558) in mnogih drugih teoloških del.
Papež Pij XI. je Petra Kanizija 21. maja 1925 razglasil za svetnika.